# Graniczna Placówka Kontrolna Bielawa Dolna
Graniczna Placówka Kontrolna Bielawa Dolna – pododdział Wojsk Ochrony Pogranicza pełniący służbę na przejściu granicznym.

## Formowanie i zmiany organizacyjne
Funkcjonowała w strukturach 8 Łużyckiej Brygady WOP. 
W latach 1965–1971 graniczne placówki kontrolne podporządkowane były Komendom wojewódzkim Milicji Obywatelskiej.

## Dowódcy placówki
- ppor. Markus Szwarcbaum[2]
- por. Zbigniew Łuczaj[2]
- kpt. Franciszek Rogowski[2]
- por. Adolf Tynfowicz[2]
- por. Ryszard Skrzelewski[2]
- kpt. Andrzej Błądek[2]
- kpt. Jan Kośmider[2]